# فیگیروپولیس دئوسته
فیگیروپولیس دئوسته (به پرتغالی: Figueirópolis d'Oeste) یک منطقهٔ مسکونی در برزیل است که در ماتو گروسو واقع شده‌است. فیگیروپولیس دئوسته ۳٬۴۵۲ نفر جمعیت دارد.